# Alfredo Casardi
Alfredo Casardi (Barletta, 10 ottobre 1912 – Masias Blancas, 19 luglio 1938) è stato un militare italiano, decorato con la medaglia d'oro al valor militare alla memoria nel corso della guerra di Spagna.

## Biografia
Nacque a Barletta il 10 ottobre 1912, figlio di Emanuele e Laura Reichlin. Nel 1932 conseguì il diploma di ragioniere presso l'Istituto tecnico di Barletta e nello stesso anno, arruolato nel Regio Esercito, fu ammesso a frequentare come allievo presso la Regia Accademia Militare di Artiglieria e Genio di Torino da dove uscì con il grado di sottotenente dell'arma di artiglieria il 1 ottobre 1934. Promosso tenente nel 22º Reggimento artiglieria divisionale al termine del corso d'applicazione d'arma nel novembre 1936, fu trasferito al 10º Reggimento artiglieria divisionale nel gennaio 1937. Il mese successivo partì da Napoli per andare a combattere nella guerra di Spagna in forza al 1º Reggimento artiglieria volontari "Littorio". Fu capopattuglia di collegamento con la fanteria e comandante di batteria, e durante i 18 mesi di guerra, fu coinvolto con il suo reparto in numerose battaglie. Il 14 marzo, presso Alcorisa (Aragona), sotto insistente fuoco di cannoni e carri armati nemici, trovatosi in posizione scoperta, guidò suoi artiglieri, in modo da poter continuare l'azione di fuoco della batteria di cannoni, da lui stesso comandata. Il 7 aprile, sulla strada verso Tortosa (Catalogna), durante l'attraversamento di un ponte, trovatosi con il suo reparto in posizione scoperta e sotto il fuoco di un nido di mitragliatrici, comandò i suoi artiglieri riuscendo a portarli al sicuro dall'altro capo del ponte. Per queste due azioni militari fu decorato con la medaglia d'argento al valor militare.
Il 19 luglio 1938, presso Masias Blancas, durante uno spostamento dello schieramento di della truppe, causato dagli esiti della battaglia, egli tentò di spingere in avanti le batterie di artiglieria lungo la strada battuta da un bombardamento avversario. Mentre era alla testa della sua batteria di artiglieria, fu colpito a morte dalla scheggia di una granata. Per questa azione fu decorato con la medaglia d'oro al valor militare alla memoria. La città di Barletta ha intitolato ad Alfredo Casardi l'omonimo Liceo classico.

### Fonti
1. ↑  Gruppo Medaglie d'Oro al Valore Militare 1965, p. 319.
2. 1 2 3 4 5 6 7  Combattenti Liberazione.
3. 1 2 3 4  Barletta viva.
4. ↑   Medaglia d'oro al valor militare Casardi Alfredo, su quirinale.it, Quirinale. URL consultato l'11 febbraio 2023.
5. ↑  Registrato alla Corte dei conti lì 11 settembre 1939, guerra registro n. 30, foglio 91.
6. ↑  Registrato alla Corte dei conti lì 16 ottobre 1939, registro n. 38 guerra, foglio 36.